# Arcidiecéze chartúmská
Arcidiecéze chartúmská či Arcidiecéze Chartúm (lat. Archidioecesis Khartumensis, arab. الأبرشية الرومانية الكاثوليكية في الخرطوم) je římskokatolická metropolitní arcidiecéze v Súdánu se sídlem v hlavním městě země Chartúmu, která svou rozlohou pokrývá valnou část severovýchodního Súdánu.

## Území a organizace
Diecéze se rozkládá na území deseti súdánských států: Modrý Nil, Sennar, Bílý Nil, Gezira, Gadarif, Chartúm, Kasala, Rudé moře, Říční Nil a Severní Súdán.
Arcibiskupský stolec se nachází ve městě Chartúm, kde stojí katedrála svatého Matouše.
V roce 2019 bylo území rozděleno na 27 farností.
Arcibiskupové Chartúmu jsou ex officio členy Konference latinských biskupů arabských regionů.

## Historie

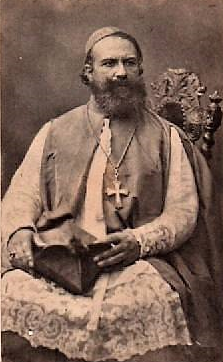
Annetto Casolani, první apoštolský vikář

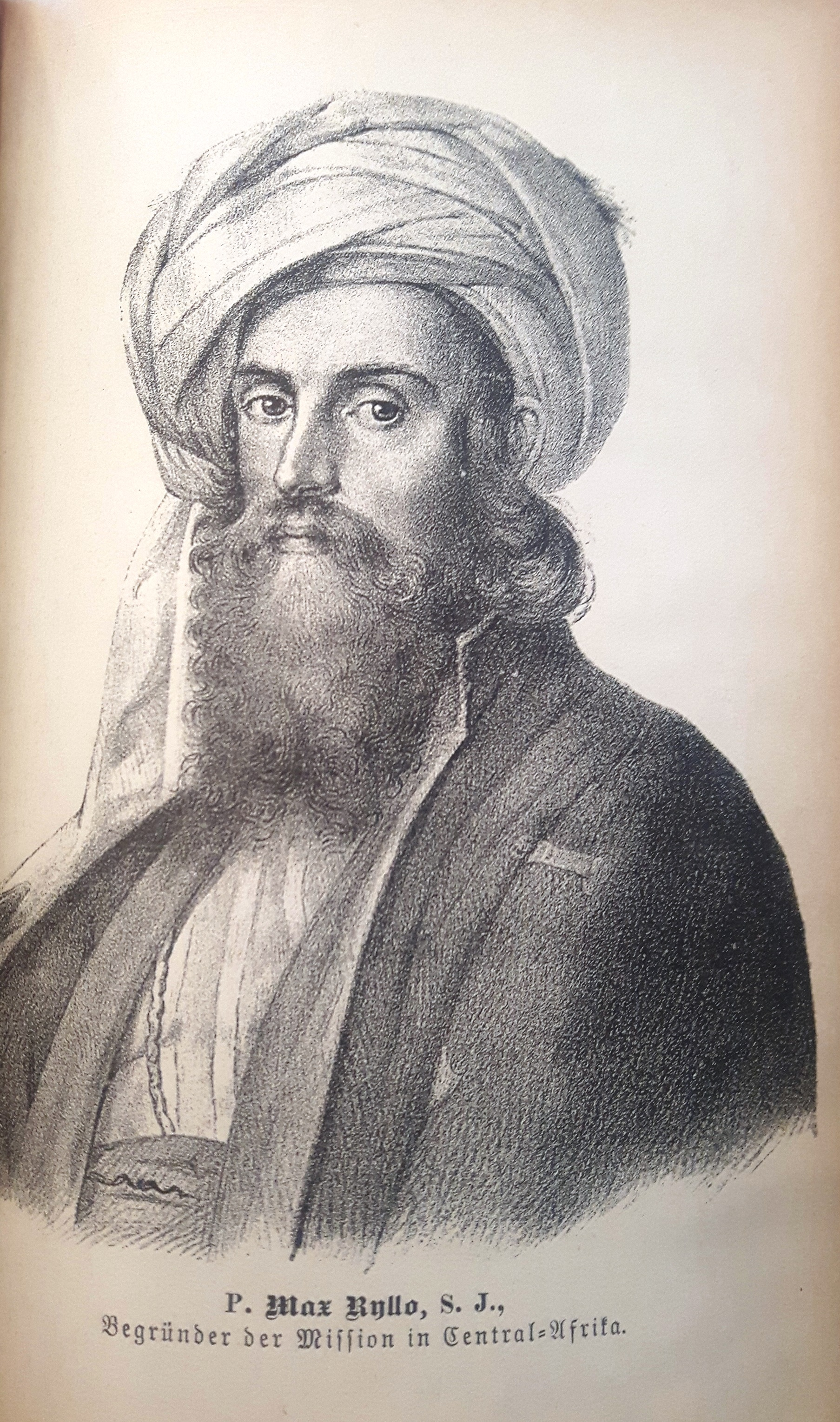
Maksymilian Ryłło, první provikář

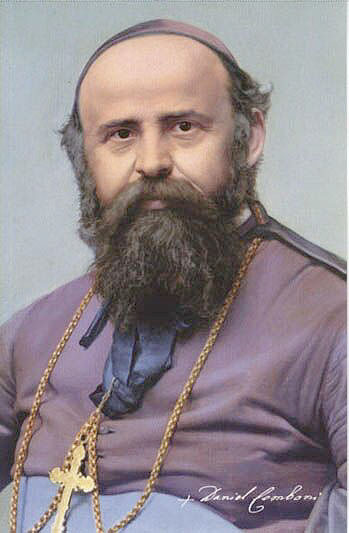
Daniel Comboni

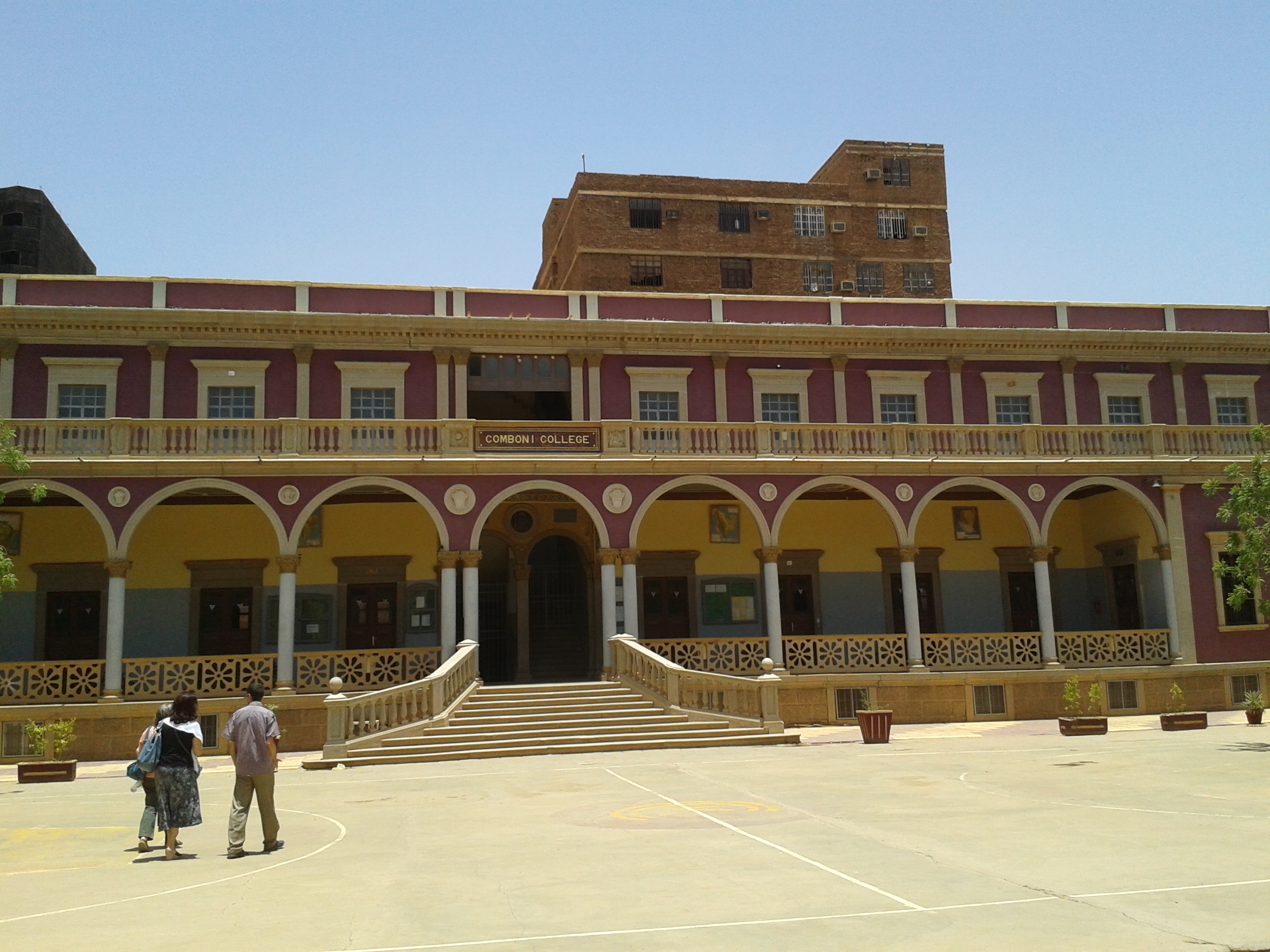
Comboni College v Chartúmu

Apoštolský vikariát Střední Afrika byl zřízen 3. dubna 1846 brevem papeže Řehoře XVI. Ex debito pastoralis a jeho území bylo převzato z Apoštolského vikariátu Egypt a Arábie (nyní Apoštolský vikariát v Alexandrii Egyptské). Původně měl apoštolský vikariát se sídlem v Chartúmu jurisdikci nad velmi rozsáhlým územím, zahrnujícím zcela nebo zčásti dnešní Súdán, Jižní Súdán, Čad, Niger, Mali, Burkinu Faso, Alžírsko, Guineu, Ugandu, Egypt, střední Afriku a Kamerun. V breve byly jeho hranice vymezeny takto: na východě apoštolský vikariát Egypt a apoštolská prefektura Habeš, na severu apoštolská prefektura Tripolis, apoštolský vikariát Tunis a diecéze Alžír, na západě apoštolská prefektura Dvě Guineje a na jihu takzvané „Měsíční hory“, což je v té době používaná terminologie pro označení pohoří ve východní Africe s nejasnou identifikací.
O založení nového vikariátu se zasloužili především maltský kanovník Annetto Casolani a rektor římského Collegia Urbaniano, polský jezuita Maksymilian Ryłło. Casolani byl jmenován prvním apoštolským vikářem a 24. května 1846 vysvěcen na biskupa s titulem Mauricastro. Jak bylo v té době zvykem, nová nadace byla pod ochranou rakousko-uherské vlády.
Začátky apoštolského vikariátu nebyly jednoduché. Extrémní opatrnost, s níž Casolani jednal, a přílišné zpoždění při zahájení mise přesvědčily Svatý stolec, že Annetto Casolani není tím pravým mužem pro tento úkol, a ve skutečnosti ho přiměly k rezignaci. Apoštolský vikariát byl poté svěřen provinciálům rakousko-uherského původu, kteří byli skutečnými zakladateli misie: Maksymilian Ryłło (23. dubna 1847 – 17. června 1848), Ignazio Knoblecher (srpen 1851 – duben 1858), Matteo Kirchner (15. května 1859 – 26. srpna 1861) a Giovanni Reinthaler (1. prosince 1861 – 30. dubna 1862).
Mezi misionáři habsburské říše, kteří působili v Africe a z nichž 46 zemřelo kvůli klimatickým podmínkám, byli také někteří Italové, zasvěcení do misie veronským knězem Nicolou Mazzou, mezi nimi Daniel Comboni, Giovanni Beltrame, Alessandro Dal Bosco, Francesco Oliboni a Angelo Melotto, kteří dorazili do Súdánu koncem roku 1857. Tváří v tvář masakru misionářů a špatným výsledkům se Svatý stolec v roce 1862 rozhodl dočasně pozastavit vysílání misionářů. Mezitím Comboni, který se kvůli vážným zdravotním problémům vrátil z Afriky v roce 1859, založil ve Veroně instituty Misionářek Srdce Ježíšova a Zbožných matek Afriky, s nimiž zahájil rozsáhlý evangelizační program ve střední Africe. 26. května 1872, po deseti letech neobsazenosti, Svatý stolec jmenoval Comboniho provikářem a 31. července 1877 apoštolským vikářem s titulem Klaudiopol z Isaurie.
Mezitím 6. srpna 1868 postoupil Apoštolský vikariát střední Afriky část svého území pro zřízení Apoštolské prefektury Sahary a Súdánu (dnes arcidiecéze Bamako). Comboni založil misie El Obeid (září 1873), Berber (listopad 1874), Delen v Núbii (1875) a Geref (1878). V této poslední misii založil křesťanskou vesnici, inspirovanou jezuitskými redukcemi v Paraguayi. Zemřel v Chartúmu 10. října 1881. 
Mahdistická válka, která trvala téměř 20 let (1881–1899), zpustošila region a zničila téměř všechny katolické misie v Súdánu, což mělo za následek smrt mnoha misionářů. Teprve na konci 19. století bylo možné obnovit práci misionářů. Zůstala jen asi stovka křesťanů, ale konverze pokračovaly stále rychleji, zejména v jižním Súdánu, kde byla přítomnost Arabů a muslimů menší.
V průběhu misie Svatý stolec vyňal z Apoštolského vikariátu střední Afriky značné části území ve prospěch nových církevních obvodů nebo stávajících církevních obvodů. Dne 27. října 1880 byl zřízen apoštolský vikariát Nyanza a 13. září 1894 apoštolská prefektura Eritrea. 16. června 1910 byla jižní část postoupena apoštolské prefektuře Uéllé. 14. února 1911 byla další část území postoupena apoštolské prefektuře Ubanghi-Chari. 30. května 1913 byla zřízena apoštolská prefektura Bahrel-Ghazal, která zároveň přijala název apoštolský vikariát Chartúm. 28. dubna 1914 postoupila další část svého území pro zřízení apoštolské prefektury Adamaua.
Zatímco v jižní části misie došlo k velkému nárůstu konverzí, v severní části Súdánu, kde byla islamizace větší, bylo konverzí málo. V roce 1930 zde žilo jen asi 3 000 věřících, z nichž mnozí byli koptští katolíci a melkité. V osmi misijních stanicích pracovalo 16 misionářů, kterým pomáhalo 11 laiků a 24 řeholníků.
V následujících letech byly hranice chartúmského apoštolského vikariátu opět revidovány: 3. února 1932 byla kamerunská část území postoupena apoštolské prefektuře Foumban. 10. ledna 1933 byla zřízena misie sui iuris Kodok, 28. dubna 1942 apoštolská prefektura Niamey a 9. ledna 1947 apoštolská prefektura Fort-Lamy, všechny zřízené na částech území odebraných z chartúmského apoštolského vikariátu. Dne 16. prosince 1949 ztratil Chartúm egyptskou část svého území a připadl egyptskému apoštolskému vikariátu. Apoštolský vikariát Chartúm byl nakonec 10. května 1960 rozdělen na dvě části a byl zřízen apoštolský vikariát El Obeid.
V 60. letech 20. století došlo k pozoruhodnému nárůstu počtu věřících, a to navzdory šikaně ze strany súdánské vlády, která se rozhodla zavřít katolické školy, včetně slavné Comboni College v Chartúmu.
12. prosince 1974 byl Chartúmský apoštolský vikariát povýšen na metropolitní arcidiecézi bulou papeže Pavla VI. Cum in Sudania, kterou Svatý stolec ustanovil súdánskou biskupskou hierarchii. Diecéze El Obeid získala výhradní sufragánní status k novému metropolitnímu stolci.

## Biskupové
- Annetto Casolani † (3. dubna 1846 – 2. května 1847 odstoupil)
  - sedisvakance (1847 – 1877)
- sv. Daniel Comboni, M.C.C.I. † (31. července 1877 – 10. října 1881 zemřel)
- Francesco Sogaro, M.C.C.I. † (4. října 1882 – 10. června 1894 rezignoval)
- Antonio Maria Roveggio, M.C.C.I. † (8. února 1895 – 2. května 1902 zemřel)
- Franz Xavier Geyer, M.C.C.I. † (6. srpna 1903 – květen 1922 rezignoval)
  - sedisvakance (1922 – 1924)
- Paolo Tranquillo Silvestri, M.C.C.I. † (29. října 1924 – červenec 1930 rezignoval)
- Francesco Saverio Bini, M.C.C.I. † (20. listopadu 1930 – 11. května 1953 zemřel)
- Agostino Baroni, M.C.C.I. † (29. června 1953 – 10. října 1981 emeritura)
- Gabriel Zubeir Wako (10. října 1981 koadjutor – 10. prosince 2016 emeritura)
- Michael Didi Adgum Mangoria, od 10. prosince 2016

## Statistiky
Podle Annuario Pontificio 2020 měla arcidiecéze na konci roku 2019 celkem 1 136 200 pokřtěných věřících. 
| rok                                                                   | populace  | populace   | populace | kněží  | kněží    | kněží   | kněží      | trvalí jáhnové | řeholníci | řeholníci | farnosti |
| rok                                                                   | pokřtění  | celkem     | %        | celkem | diecézní | řeholní | počet křtů | trvalí jáhnové | muži      | ženy      | farnosti |
| --------------------------------------------------------------------- | --------- | ---------- | -------- | ------ | -------- | ------- | ---------- | -------------- | --------- | --------- | -------- |
| 1950                                                                  | 3300      | 5 900 000  | 0.1      | 40     |          | 40      | 82         |                | 57        | 109       | 6        |
| 1969                                                                  | 15 446    | 5 007 616  | 0.3      | 45     |          | 45      | 343        |                | 57        | 121       | 11       |
| 1980                                                                  | 73 400    | 8 030 000  | 0.9      | 53     | 2        | 51      | 1384       | 1              | 62        | 131       | 15       |
| 1990                                                                  | 390 000   | 14 000     | 2.8      | 69     | 8        | 61      | 5652       | 1              | 79        | 155       | 22       |
| 1999                                                                  | 907 420   | 19 696 404 | 4.6      | 123    | 53       | 70      | 7377       | 4              | 107       | 152       | 29       |
| 2000                                                                  | 915 469   | 19 895 279 | 4.6      | 116    | 57       | 59      | 7891       | 4              | 86        | 136       | 29       |
| 2001                                                                  | 923 518   | 20 293 184 | 4.6      | 114    | 60       | 54      | 8101       | 4              | 83        | 153       | 29       |
| 2002                                                                  | 932 784   | 20 299 184 | 4.6      | 119    | 71       | 48      | 7838       | 4              | 81        | 150       | 28       |
| 2003                                                                  | 939 466   | 21 113 029 | 4.4      | 117    | 67       | 50      | 8029       | 4              | 79        | 142       | 28       |
| 2004                                                                  | 944 376   | 21 205 500 | 4.5      | 119    | 77       | 42      | 7935       | 4              | 64        | 144       | 28       |
| 2006                                                                  | 954 660   | 22 062 201 | 4.3      | 114    | 68       | 46      | 8374       | 4              | 76        | 152       | 28       |
| 2012                                                                  | 983 098   | 25 946 220 | 3.8      | 84     | 47       | 37      | 11 703     | 2              | 54        | 137       | 27       |
| 2013                                                                  | 983 098   | 25 946 220 | 3.8      | 79     | 42       | 37      | 12 444     | 4              | 52        | 113       | 27       |
| 2016                                                                  | 1 037 000 | 27 297 000 | 3.8      | 77     | 43       | 34      | 13 467     | 3              | 45        | 101       | 27       |
| 2019                                                                  | 1 136 200 | 29 921 000 | 3.8      | 78     | 47       | 31      | 14 566     | 4              | 38        | 85        | 27       |
| Zdroj: Catholic-Hierarchy, která přebírá údaje z Annuario Pontificio. |           |            |          |        |          |         |            |                |           |           |          |